# 西北五地方
西北五地方（せいほくごちほう）とは青森県津軽地方の北西部に位置する地方名のことである。「西北五」は、西津軽郡・北津軽郡・五所川原市の頭文字から来ている。
気象庁の地域区分 の二次細分区域では、五所川原市と北津軽郡は「北五津軽」、つがる市と西津軽郡は「西津軽」と命名されている。なお、2006年（平成18年）4月に青森県庁は県内を6つの地域に区分し、各地域に総合的な出先機関である地域県民局を設置し、当地域には西北地域県民局が置かれていたが、これら地域県民局は2025年（令和7年）3月31日で廃止された。

## 西北五地方の市町村
- 五所川原市
- つがる市
- 北津軽郡
  - 中泊町
  - 鶴田町
  - 板柳町
- 西津軽郡
  - 鰺ヶ沢町
  - 深浦町